# Feroze Gandhi

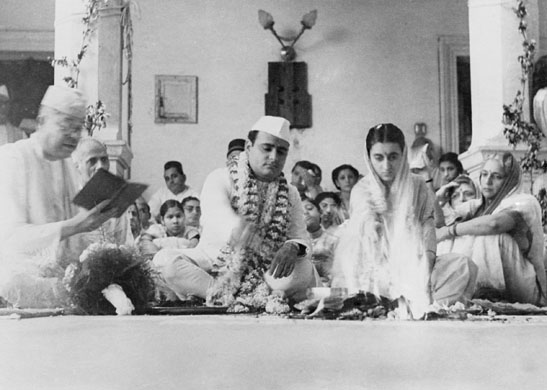
Hochzeit von Feroze und Indira Gandhi am 26. März 1942 in Allahabad

Feroze Jehangir Gandhi, ursprünglich Ghandy, (Hindi: Firoz Jahangīr Gāndhī, फिरोज जहाँगीर गांधी; * 12. August 1912 in Bombay; † 8. September 1960 in Neu-Delhi) war ein indischer Politiker und Journalist. Mit Mahatma Gandhi war er weder verwandt noch verschwägert.

## Leben
Er war für die Kongresspartei von 1952 bis 1957 Abgeordneter des ersten indischen Parlaments (Lok Sabha) und von 1942 an Ehemann der späteren indischen Premierministerin Indira Gandhi. Aus der Ehe gingen zwei Söhne hervor, Rajiv und Sanjay Gandhi. Rajiv Gandhi wurde später ebenfalls Premierminister von Indien. Feroze Gandhi war Parse. Er starb 1960 an einem Herzinfarkt.